# 九条尚経
九条 尚経（くじょう ひさつね）は、室町時代・戦国時代の公卿。九条家の第15代目当主。後慈眼院と号す。法名は行智。道号は花渓。「尚」の字は、室町幕府の将軍・足利義尚より偏諱を賜ったものである。九条家が最も没落した時期の当主でもある。

## 生涯
応仁2年（1469年）11月25日、九条政基の長男として誕生。母は従三位智子（姓不明）。
文明14年（1482年）11月、父の政基から家督を譲られた。
明応5年（1496年）正月、父とともに家司の唐橋在数を殺害し、閏2月に勅勘に処せられた。
明応7年（1499年）12月21日、勅勘を解かれ、文亀元年（1501年）に関白・藤氏長者となる。
永正3年（1506年）に左大臣となり、同11年（1514年）には従一位に叙せられる。
享禄3年（1530年）7月8日、63歳で死去し、東福寺で葬礼が行われた。

## 人物
日記『後慈眼院殿記』及び有職故実書『後慈眼院尚経公装束抄』を著した。

## 系譜
- 父：九条政基（1445-1516）
- 母：従三位智子
- 妻：三条西保子 - 三条西実隆の娘
  - 長男：九条稙通（1507-1594）
  - 男子：花山院家輔（1519-1580） - 花山院忠輔の養子
- 生母不明の子女
  - 男子：尋円
  - 女子：経子 - 二条尹房正室
  - 男子：大岡善吉?